# Мидуэст (Вайоминг)
Мидуэст (англ. Midwest, Wyoming) — город, расположенный в округе Натрона (штат Вайоминг, США) с населением в 408 человек по статистическим данным переписи 2000 года.

## География
По данным Бюро переписи населения США город Мидуэст имеет общую площадь в 1,04 квадратных километров, водных ресурсов в черте населённого пункта не имеется.
Город Мидуэст расположен на высоте 1478 метров над уровнем моря.

## Демография
По данным переписи населения 2000 года в Мидуэсте проживало 408 человек, 101 семья, насчитывалось 149 домашних хозяйств и 228 жилых домов. Средняя плотность населения составляла около 356 человек на один квадратный километр. Расовый состав Мидуэста по данным переписи распределился следующим образом: 95,34 % белых, 0,25 % — чёрных или афроамериканцев, 1,23 % — коренных американцев, 1,23 % — представителей смешанных рас, 1,96 % — других народностей. Испаноговорящие составили 2,70 % от всех жителей города.
Из 149 домашних хозяйств в 38,9 % — воспитывали детей в возрасте до 18 лет, 53,0 % представляли собой совместно проживающие супружеские пары, в 11,4 % семей женщины проживали без мужей, 32,2 % не имели семей. 26,2 % от общего числа семей на момент переписи жили самостоятельно, при этом 13,4 % составили одинокие пожилые люди в возрасте 65 лет и старше. Средний размер домашнего хозяйства составил 2,74 человек, а средний размер семьи — 3,33 человек.
Население города по возрастному диапазону по данным переписи 2000 года распределилось следующим образом: 33,6 % — жители младше 18 лет, 5,4 % — между 18 и 24 годами, 29,9 % — от 25 до 44 лет, 22,1 % — от 45 до 64 лет и 9,1 % — в возрасте 65 лет и старше. Средний возраст жителей составил 33 года. На каждые 100 женщин в Мидуэсте приходилось 105,0 мужчин, при этом на каждые сто женщин 18 лет и старше приходилось 99,3 мужчин также старше 18 лет.
Средний доход на одно домашнее хозяйство в городе составил 30 000 долларов США, а средний доход на одну семью — 33 125 долларов. При этом мужчины имели средний доход в 28 000 долларов США в год против 20 625 долларов среднегодового дохода у женщин. Доход на душу населения в городе составил 12 891 доллар в год. 25,0 % от всего числа семей в округе и 29,1 % от всей численности населения находилось на момент переписи населения за чертой бедности, при этом 45,0 % из них были моложе 18 лет и 23,7 % — в возрасте 65 лет и старше.